# 长蕊珍珠菜
长蕊珍珠菜（学名：Lysimachia lobelioides）为报春花科珍珠菜属的植物。分布在老挝、印度、尼泊尔、泰国、缅甸以及中国大陆的四川、广西、云南等地，生长于海拔1,000米至2,300米的地区，一般生于山谷溪边或山坡草地湿润处，目前尚未由人工引种栽培。

## 别名
花白丹、刀口药（贵州） 八面风、花汗菜、狗咬药（云南） 乳钟药（广西）